# Tom G. Warrior
Thomas Gabriel Fischer (født 19. juli 1963), bedre kendt under navnet Tom G. Warrior, er en schweizisk musiker og stifter, vokalist og guitarist i det schweiziske heavy metal-band Celtic Frost. Før Celtic Frost stiftede Fischer i 1982 thrash metal-bandet Hellhammer, som blev en stor kilde til inspiration for senere døds- og black metal-bands. Hellhammer nåede aldrig at udgive nogen studiealbum, men indspillede tre demoer, et splitalbum og en ep. I 1990, seks år efter at bandet var blevet opløst, kom Hellhammers første opsamlingsalbum. Et andet fulgte i 2008. Da Hellhammer blev opløst i 1984 gik Tom G. Warrior og Martin Ain videre og stiftede Celtic Frost.

## Fodnoter
1. ↑  Albummet Cold Lake med Celtic Frost